# Liên đoàn Khoa học Sinh lý Quốc tế
Liên đoàn Khoa học Sinh lý Quốc tế hay Liên đoàn Quốc tế về Khoa học Sinh lý, viết tắt theo tiếng Anh là IUPS (International Union of Physiological Sciences) là một tổ chức phi chính phủ - phi lợi nhuận quốc tế hoạt động trong lĩnh vực nghiên cứu Sinh lý học và ứng dụng của nó.
IUPS là thành viên liên hiệp khoa học của Hội đồng Khoa học Quốc tế (ISC), và của Hội đồng Quốc tế về Khoa học (ICSU) trước đây. IUPS cũng được Tổ chức Y tế Thế giới (WHO) công nhận.
Đại hội Khoa học Sinh lý Quốc tế đầu tiên được tổ chức năm 1889 tại Basel, Thụy Sĩ. Từ năm 2010 IUPS cùng các liên đoàn khác có cùng nhóm chuyên ngành thực hiện liên kết đa ngành trong khuôn khổ gọi là "Bio-Unions/ICSU" của Hội đồng Khoa học Quốc tế.

## Mục tiêu
Mục tiêu của IUPS là 
- Khuyến khích sự tiến bộ của khoa học sinh lý,
- Tạo thuận lợi cho việc phổ biến kiến thức trong lĩnh vực khoa học sinh lý,
- Bồi dưỡng và khuyến khích nghiên cứu trong lĩnh vực này,
- Thúc đẩy các kỳ Đại hội Quốc tế Khoa học sinh lý,
- Thúc đẩy các cuộc họp khác như như có thể hữu ích,
- Thúc đẩy các biện pháp khác như sẽ đóng góp vào sự phát triển của khoa học sinh lý.[5]

## Tổ chức
| Nr. | Ban                                       | Tên tiếng Anh                                    |
| --- | ----------------------------------------- | ------------------------------------------------ |
| 1.  | Vận động                                  | Locomotion                                       |
| 2.  | Tuần hoàn & hô hấp                        | Circulation & Respiration                        |
| 3.  | Nội tiết, sinh sản và phát triển          | Endocrine, Reproduction & Development            |
| 4.  | Sinh học thần kinh                        | Neurobiology                                     |
| 5.  | Bài tiết & hấp thụ                        | Secretion & Absorption                           |
| 6.  | Phân tử & Tế bào                          | Molecular & Cellular                             |
| 7.  | So sánh: Tiến hóa, Thích ứng & Môi trường | Comparative: Evolution, Adaptation & Environment |
| 8.  | Genomics & Đa dạng sinh học               | Genomics & Biodiversity                          |

## Điều hành
Các hội nghị được tổ chức 4 năm một kỳ.
| Nr. | Năm       | Địa điểm           | Chủ tịch    |
| --- | --------- | ------------------ | ----------- |
| 39. | IUPS 2021 | Beijing            |             |
| 38. | IUPS 2017 | Rio de Janeiro     | Julie Chan  |
| 37. | IUPS 2013 | Birmingham         | Denis Noble |
| 36. | IUPS 2009 | Kyoto              |             |
| 35. | IUPS 2005 | San Diego, CA      |             |
| 34. | IUPS 2001 | Christchurch       |             |
| 33. | IUPS 1997 | St. Petersburg     |             |
| 32. | IUPS 1993 | Glasgow            |             |
| 31. | IUPS 1989 | Helsinki           |             |
| 30. | IUPS 1986 | Vancouver          |             |
| 29. | IUPS 1983 | Sydney             |             |
| 28. | IUPS 1980 | Budapest           |             |
| 27. | IUPS 1977 | Paris              |             |
| 26. | IUPS 1974 | New Delhi          |             |
| 25. | IUPS 1971 | Munich             |             |
| 24. | IUPS 1968 | Washington, D.C.   |             |
| 23. | IUPS 1965 | Tokyo              |             |
| 22. | IUPS 1962 | Leiden             |             |
| 21. | IUPS 1959 | Buenos Aires       |             |
| 20. | IUPS 1956 | Brussels           |             |
| 19. | IUPS 1953 | Montréal           |             |
| 18. | IUPS 1950 | Copenhagen         |             |
| 17. | IUPS 1947 | Oxford             |             |
| 16. | IUPS 1938 | Zurich             |             |
| 15. | IUPS 1935 | Leningrad & Moskva |             |
| 14. | IUPS 1932 | Rome               |             |
| 13. | IUPS 1929 | Boston             |             |
| 12. | IUPS 1926 | Stockholm          |             |
| 11. | IUPS 1923 | Edinburgh          |             |
| 10. | IUPS 1920 | Paris              |             |
| 9.  | IUPS 1913 | Groningen          |             |
| 8.  | IUPS 1910 | Vienna             |             |
| 7.  | IUPS 1907 | Heidelberg         |             |
| 6.  | IUPS 1904 | Brussels           |             |
| 5.  | IUPS 1901 | Turin              |             |
| 4.  | IUPS 1898 | Cambridge          |             |
| 3.  | IUPS 1895 | Bern               |             |
| 2.  | IUPS 1892 | Liege              |             |
| 1.  | IUPS 1889 | Basel              |             |